# Bandslam - High School Band
Bandslam - High School Band è un film del 2009 diretto da Todd Graff ed interpretato da Gaelan Connell, Vanessa Hudgens e Alyson Michalka. La pellicola segna l'ultima apparizione cinematografica di David Bowie, morto all'inizio del 2016 a 69 anni.

## Trama
Will Burton è un sedicenne che scrive mail a David Bowie, suo grande idolo, raccontandogli ciò che gli succede. Grazie al lavoro della madre Karen, riesce a sfuggire dalla sua vecchia vita come vittima di bulli e trasferirsi in un'altra città nel New Jersey. Nella nuova scuola la situazione non sembra diversa dalla precedente: Will continua ad essere ignorato dai suoi compagni e importunato dai bulli. La situazione cambia quando conosce Sa5m (il 5 è muto), una ragazza molto simile a lui, con cui stringe una forte amicizia. Il loro legame, però, sembra essere messo in pericolo quando Charlotte Barnes, una ragazza dell'ultimo anno, fra le più popolari della scuola ed ex capo cheerleader, comincia ad interessarsi a Will. Scoperta l'ampia conoscenza musicale del ragazzo, Charlotte lo nomina manager del suo gruppo musicale, con il quale ha deciso di partecipare alla Bandslam, un'importante gara musicale tra gruppi provenienti da diverse scuole che mette in palio un vero e proprio contratto discografico. Il ragazzo inizia a trascurare Sa5m per dedicarsi alla band e, nonostante fosse riuscito a baciarla e farle capire i suoi sentimenti, la ragazza si sente incompresa e trascurata e chiude il loro rapporto quando lui dimentica il loro appuntamento per andare ad un concerto con Charlotte. I due riescono a fare pace, ma una notizia mette a repentaglio l'attività del gruppo: il padre di Charlotte, già ammalato da tempo, muore e la ragazza, sconvolta dall'accaduto, rivela di essere diventata loro amica solo per "esperimento", avendo fatto un fioretto (sperando nella guarigione del padre) che consisteva nell'abbandonare la sua vita da superpopolare nella scuola e cercando di fare amicizia con gli sfigati, rompendo l'amicizia con tutta la band. Ma tutto il lavoro fatto per partecipare alla Bandslam non può essere gettato all'aria: con Sa5m al posto di Charlotte, il gruppo riesce a partecipare alla competizione, nonostante i numerosi problemi, come la canzone copiata dall'ex ragazzo di Charlotte. Nonostante ciò, il gruppo trionfa e viene contattato dall'idolo di Will (David Bowie) che propone loro un secondo contratto. Charlotte decide inoltre di lasciare per sempre la vita da popolare e restare con i suoi amici del gruppo, i più veri e sinceri che lei abbia mai avuto.

## Cast
- Gaelan Connell: Will Burton
- Alyson Michalka: Charlotte Barnes
- Vanessa Hudgens: Sa5m (il 5 è muto)
- Lisa Kudrow: Karen Burton
- Charlie Saxton: Bug
- Tim Jo: Omar
- Scott Porter: Ben Wheatley
- Ryan Donowho: Basher Martin
- David Bowie: se stesso (cameo)

## Colonna sonora
La colonna sonora di High School Band , è uscita l'11 agosto 2009 negli Stati Uniti, in Italia è stata pubblicata a settembre. Le tracce sono quelle presenti all'interno del film, con l'aggiunta di altri brani.

### Tracce
1. Rebel Rebel (Eseguita da David Bowie)
2. Femme Fatale (Eseguita da Velvet Underground & Nico)
3. I Want You To Want Me (Eseguita da I Can't Go On, I'll Go On ft. Alyson Michalka)
4. What Heart (Eseguita da Oliver Future)
5. Lovesick  (Eseguita da 78 Violet ft. Aly & AJ)
6. Twice Is Too Much (Eseguita da Exist)
7. Amphetamine (Eseguita da I Can't Go On, I'll Go On ft. Alyson Michalka)
8. 24 Hours (Eseguita da Shack)
9. Stuck In The Middle (Eseguita da The Burning Hotels)
10. Young Folks (Eseguita da Peter, Bjorn and John)
11. Someone To Fall Back On (Eseguita da I Can't Go On, I'll Go On ft. Alyson Michalka)
12. Blizzard Woman Blues (Eseguita da The Daze)
13. Everything I Own (Eseguita da Vanessa Hudgens)
14. What Light (Eseguita da Wilco)
15. Where Are You Now? (Eseguita da Honor Society)

## Distribuzione
Negli Stati Uniti il film è stato distribuito il 14 agosto 2009, mentre in Italia è uscito il 25 settembre 2009. In italiano è stato dato il sottotitolo di High School Band per pubblicizzarlo come se fosse un seguito di High School Musical, saga per cui la Hudgens è conosciuta.

## Accoglienza

### Incassi
Nonostante le buone recensioni ottenute, il film non fu un successo al botteghino. Proiettata in oltre 2.100 cinema statunitensi, la pellicola incassó circa 2.2 milioni di dollari nel primo fine settimana, piazzandosi alla tredicesima posizione della classifica settimanale degli incassi. A livello globale, il film incassó circa 12.2 milioni di dollari a fronte di un budget di 20 milioni; di questi, circa 5.2 provenienti dalle sale statunitensi ed i restanti 7 milioni dal resto del mondo. In Italia incassó 225.000 dollari.

### Critica
Sull'aggregatore di recensioni online Rotten Tomatoes il film ha ottenuto un punteggio medio dell'81%, su Metacritic ha ottenuto invece un voto di 66 su 100, mentre su Imdb il pubblico lo ha votato con 6.3 su 10.